# Oldřich Dvořák
Oldřich Dvořák (ur. 22 grudnia 1953 w Duchcovie) – czechosłowacki zapaśnik walczący w stylu klasycznym. Olimpijczyk z Moskwy 1980, gdzie zajął szóste miejsce w kategorii 100 kg
Szósty na mistrzostwach Europy w 1980. Ośmiokrotny mistrz kraju, w latach 1974, 1976, 1977, 1981-1985.
- Turniej w Moskwie 1980

Przegrał z Grekiem Jeorjosem Pikilidisem i Georgi Rajkowem z Bułgarii.